# تاکافومی وگورا
تاکافومی وگورا (به انگلیسی: Takafumi Ogura) بازیکن فوتبال اهل ژاپن و عضو تیم ملی فوتبال ژاپن است که در تاریخ ۲۲ مه ۱۹۹۴ میلادی اولین بازی ملی‌اش را انجام داد. او در ۵ بازی ملی حضور داشت و آخرین بازی ملی خود را در تاریخ ۹ اکتبر ۱۹۹۴ میلادی انجام داد. تاکافومی وگورا در بازی‌های ملی‌اش
۱ گل به ثمر رساند.